# Альберих II Сполетский
Альберих II Сполетский (итал. Alberigo II di Spoleto; 911—954) — римский патриций и сенатор с 932 года. Сын Альбериха I и Марозии.

## Биография
После смерти Альбериха I Марозия вышла замуж за Гвидо Тосканского, а после его смерти за короля Италии Гуго Арльского. Оскорбление, нанесённое последним своему пасынку Альбериху II, стало в 935 году поводом восстания римлян и изгнания Гуго. После этого Альберих захватил верховную светскую власть в Риме, а свою мать Марозию и своего брата папу Иоанна XI заключил в тюрьму, где они оставались до самой своей смерти. В 946 году Гуго был вынужден признать власть Альбериха над Римом.
Пять пап римских во время правления Альбериха II были лишь безвольными марионетками в его руках. Он умер в 954 году, после 22-летнего правления.
Сын Альбериха II от Альды Арльской (дочери Гуго Итальянского), Октавиан, наследовал светскую власть над Римом, с которой он осенью 955 года, будучи под именем Иоанна XII избран в папы, соединил и духовную.